# Todd Ewen
Todd Gordon Ewen (* 22. März 1966 in Saskatoon, Saskatchewan; † 19. September 2015 in Wildwood, Missouri, USA) war ein kanadischer Eishockeyspieler, der im Verlauf seiner aktiven Karriere zwischen 1982 und 1997 unter anderem 544 Spiele für die St. Louis Blues, Canadiens de Montréal, Mighty Ducks of Anaheim und San Jose Sharks in der National Hockey League auf der Position des rechten Flügelstürmers bestritten hat. Seinen größten Karriereerfolg feierte Ewen, der den Spielertyp des Enforcers verkörperte, in Diensten der Canadiens de Montréal mit dem Gewinn des Stanley Cups im Jahr 1993.

## Karriere
Ewen begann seine Karriere zunächst 1982 in der British Columbia Junior Hockey League bei den Vernon Lakers, ehe er am Saisonende in die Western Hockey League zu den Kamloops Junior Oilers wechselte. Ab der Saison 1983/84 lief der Kanadier drei Spielzeiten für die New Westminster Bruins auf, wo er vor allem durch seine große Anzahl von Strafminuten auffiel. Trotzdem wurde er im NHL Entry Draft 1984 in der achten Runde an 168. Stelle von den Edmonton Oilers ausgewählt, die seine Transferrechte im Oktober 1986, ohne dass er ein Spiel für das Franchise absolvierte, zu den St. Louis Blues abgaben.
Seine ersten Profispiele bestritt Ewen noch in der Saison 1985/86 nach Abschluss der WHL-Saison, als er in drei Playoff-Spielen für die Maine Mariners in der American Hockey League aufs Eis ging. Vor der Spielzeit 1986/87 unterschrieb der rechte Flügelstürmer einen Vertrag in der Organisation der St. Louis Blues und wurde vorerst in der International Hockey League beim Farmteam, den Peoria Rivermen, eingesetzt. Er schaffte jedoch im Saisonverlauf den Sprung in den NHL-Kader, in dem er sich bis zum Ende der Saison 1988/89 etablierte. Nach nur wenigen Einsätzen in den ersten Monaten des Spieljahres 1989/90 transferierten ihn die Blues zu den Canadiens de Montréal. Dort gehörte der Kanadier wieder zum Stammpersonal und wurde erst nach dem Stanley-Cup-Gewinn der Canadiens am Ende der Saison 1992/93 in einem Transfergeschäft zu den neu gegründeten Mighty Ducks of Anaheim abgegeben. In seiner ersten Saison bei den Mighty Ducks absolvierte Ewen, gemessen an der Punktausbeute, sein bestes NHL-Jahr mit 18 Punkten in 76 Spielen. Er war in seiner Funktion als Enforcer für den Schutz von Teemu Selänne und Paul Kariya, die beiden Starspieler der Ducks zu dieser Zeit, zuständig. Zudem übernahm er in den drei Spielzeiten mit Anaheim das Amt des Assistenzkapitäns, zunächst ein Jahr hinter Troy Loney sowie zwei Jahre hinter Randy Ladouceur. Ewen verließ die Ducks im Sommer 1996, als sein auslaufender Vertrag nicht verlängert wurde. Als Free Agent wechselte er daher zu den San Jose Sharks, wo er in der Saison 1996/97 seine letzte NHL-Spielzeit absolvierte. Er beendete seine Karriere schließlich im Verlauf der Saison 1997/98, in der er wegen einer Knieoperation kein einziges Spiel bestritten hatte.
Der gefürchtete Faustkämpfer mit dem Spitznamen „The Animal“ sammelte in lediglich 544 NHL-Spielen knapp 2.000 Strafminuten. Ewen verstarb unerwartet am 19. September 2015 im Alter von 49 Jahren. Am Folgetag meldeten diverse Medien, Ewen habe sich mit einem Kopfschuss selbst getötet. Ewens Familie bestätigte später, dass er über Jahre an Depressionen gelitten hatte.

## Erfolge und Auszeichnungen
- 1993 Stanley-Cup-Gewinn mit den Canadiens de Montréal

## Karrierestatistik
(Legende zur Spielerstatistik: Sp oder GP = absolvierte Spiele; T oder G = erzielte Tore; V oder A = erzielte Assists; Pkt oder Pts = erzielte Scorerpunkte; SM oder PIM = erhaltene Strafminuten; +/− = Plus/Minus-Bilanz; PP = erzielte Überzahltore; SH = erzielte Unterzahltore; GW = erzielte Siegtore; 1 Play-downs/Relegation; Kursiv: Statistik nicht vollständig)